# Dashlane
Dashlane est un gestionnaire de mots de passe et une application de portefeuille numérique multiplateforme. Dashlane utilise un modèle de tarification Freemium qui comprend à la fois un niveau gratuit et un abonnement premium.

## Aperçu
Dashlane a été fondée à Paris le 6 juillet 2009 et a publié son premier logiciel le 23 mai 2012, qui comprenait d'abord un gestionnaire de mots de passe (chiffré via AES-256) qui était protégé par un seul mot de passe principal. Au fil du temps, plus de fonctionnalités ont été introduites dans le produit telles que : 
- Authentification multifacteur[2]
- Remplissage automatique de formulaires[3]
- Génération de mot de passe[4]
- Portefeuille numérique[5]
- Alerte de violation de sécurité[6]
- Réseau privé virtuel[7] (en partenariat avec Hotspot Shield VPN)